# 大赫弗莱因
大赫弗莱因是奥地利布尔根兰州艾森斯塔特城郊县的一个市镇。总面积14.26平方公里，总人口1853人，人口密度129.9人/平方公里（2001年）。